# Црква Светих цара Константина и Јелене у Лознацу
Црква Светих цара Константина и Јелене у Лознацу, насељеном месту на територији општине Алексинац, припада Епархији нишкој Српске православне цркве.
Црква посвећена Светим цару Константину и Јелени грађена је у периоду од 1997. до 2004. године, трудом свештеника Ненада Јовановића. Црква је освештана 2006. године од стране епископа нишког Иринеја.